# گمینا سووپیا (استان ووتسکی)
گمینا سووپیا (استان ووتسکی) (به لهستانی:  Gmina Słupia) یک گمینا در لهستان است که در شهرستان اسکرینه‌ویتسه واقع شده‌است. گمینا سووپیا ۴۱٫۱۶ کیلومتر مربع مساحت و ۲٬۶۵۸ نفر جمعیت دارد.